# Lalonde et Valois
 (novembre 2010).
Si vous disposez d'ouvrages ou d'articles de référence ou si vous connaissez des sites web de qualité traitant du thème abordé ici, merci de compléter l'article en donnant les références utiles à sa vérifiabilité et en les liant à la section « Notes et références ».
Lalonde et Valois est une société d'ingénierie canadienne fondée en 1936 et qui fait aujourd'hui partie du groupe SNC-Lavalin.

## Histoire
En 1936, deux jeunes diplômés de l’École polytechnique de Montréal décident de s’associer. Le premier, Jean-Paul Lalonde, possède déjà dix ans d’expérience et œuvre comme ingénieur en chef au bureau de J.-M. Eugène Guay, ingénieurs-conseils. Le second, Roméo Valois, a obtenu son diplôme de l’École Polytechnique en 1930, une maîtrise du Massachusetts Institute of Technology en 1932 et est chargé des travaux à la Commission des écoles catholiques de Montréal.
Ces deux ingénieurs considèrent que les besoins du Québec en matière de réseaux routiers, de ponts, d’écoles et d’hôpitaux représentent des débouchés considérables pour une jeune entreprise d’ingénierie. En 1936, l’État demeure le plus important pourvoyeur de contrats. Cette même année, le ministère de la Voirie décide de consacrer 50 millions de dollars à la construction de routes et de ponts, principalement dans la région de Montréal.
À peine formée, la Société Lalonde & Valois obtient deux contrats pour l’élimination de traverses à niveau de chemins de fer. Un an plus tard, messieurs Lalonde et Valois ont déjà décroché cinquante contrats qui, en plus de Montréal, les amènent aussi loin qu’en Abitibi et en Gaspésie, où ils font surgir de terre ponts, viaducs et édifices à vocation religieuse ou simplement commerciale.
Dès 1937, désireuse de travailler dans les meilleures conditions possibles et de résoudre le problème majeur de la capacité portante des sols, la nouvelle entreprise met sur pied la première société commerciale de géotechnique à Montréal, la Compagnie nationale de forage et sondage/ National Boring and Sounding Inc.
Deux ans plus tard, en 1939, la Société Lalonde & Valois emploie 90 personnes, mais la Seconde Guerre mondiale vient freiner cette première expansion et la Société doit se séparer temporairement de son personnel. La construction chute et l’acier ne peut être utilisé sans un permis spécial. Lalonde et Valois obtiennent tout de même quelques contrats liés à l’industrie de guerre. Roméo Valois se voit même forcé de partager ses activités entre son bureau et une compagnie de fournitures militaires.
En 1944, l’espoir que font naître les rumeurs de paix suffit à relancer les affaires, lentement mais régulièrement, jusqu’à la fin des années 1940, et à redonner à la construction son rythme de croisière.
À cette époque, le Québec a besoin d’écoles. On en construit plus de 4 500 entre 1948 et 1960. Lalonde et Valois travaille sur plus de deux cents projets de construction ou d’agrandissement d’écoles. Durant la même période, la Société obtient aussi des contrats pour la rénovation ou la construction de plus de 35[évasif] hôpitaux au Québec. Toutefois, plus que la construction institutionnelle et commerciale, ce sont les travaux de voirie qui constituent le gros de son activité.
Au début des années 1950, la Compagnie nationale de forage et sondage est d’abord appelée à effectuer les travaux de sondage pour la construction d’un tunnel sous le canal Lachine. La Société Lalonde & Valois agit comme ingénieurs-conseils. Le 2 juin 1954, l’ouvrage est inauguré, date qui marque un tournant dans le développement de la compagnie. La Société Lalonde & Valois et la Compagnie nationale de forage et sondage participent désormais à tous les grands projets nationaux, qu’il s’agisse de la construction de la Voie maritime du Saint-Laurent, de la route Transcanadienne ou des grands ponts qui enjambent le fleuve Saint-Laurent ; elles voient leurs champs d’activité s’étendre rapidement en dehors du Québec pour inclure le Nouveau-Brunswick, les Territoires du Nord-Ouest et l’Alberta, par exemple.
Pour répondre à une demande croissante, la Société doit augmenter son personnel. Son réservoir privilégié de talents est, dès le début, l’École polytechnique de Montréal. Cette institution a formé non seulement Lalonde et Valois, mais aussi les nouveaux dirigeants Bernard Lamarre (gendre de Jean-Paul Lalonde) et Marcel Dufour. Par la suite, Laval, Sherbrooke et McGill fourniront aussi une grande partie des effectifs ingénieurs.
En 1960, à la veille son vingt-cinquième anniversaire, la Société Lalonde & Valois compte 29 ingénieurs professionnels. En matière de génie civil, elle a investi dans presque tous les secteurs : études, expertise, rapports, plans et devis, estimation, contrôle et surveillance des travaux.
La complexité de plus en plus grande des mandats, la diversité des contrats et le développement des marchés extérieurs obligent l’entreprise à se restructurer. En 1963, la société Lalonde, Valois, Lamarre, Valois et Associés, ingénieurs-conseils, voit le jour et donne naissance à Lamarre, Valois International Limitée.
Les sociétés d’État se développent à une vitesse fulgurante et, pour suivre une politique du gouvernement, elles doivent faire appel à l’expertise de l’entreprise privée pour leurs projets d’ingénierie. Les firmes de génie-conseil se multiplient pour faire face à un marché provincial toujours plus grand. Si le marché canadien n’ouvre que des horizons limités, le gouvernement fédéral et les institutions de financement internationales commencent à mettre sur pied plusieurs programmes d’aide aux pays en voie de développement. Ces nouveaux programmes internationaux s’appuient sur l’expertise technique des firmes d’ingénierie comme Lalonde, Valois, Lamarre, Valois et Associés, leur permettant d’exporter leur savoir-faire.
Cette ouverture du Canada sur l’étranger coïncide avec la Révolution tranquille. Le Québec réalise alors brusquement tous ses rêves de développement : réforme scolaire, grands projets sociaux et urbains, explosion des réseaux routiers, des centres industriels, commerciaux et culturels, multiplication des services de l’État destinés à la population.
Lalonde, Valois, Lamarre, Valois et Associés profitent pleinement de cette mutation de la société québécoise. L’aménagement du site de l’Exposition universelle de Montréal (1967), de nouvelles voies d’accès comme le pont-tunnel Louis-Hippolyte-Lafontaine, la construction d’un complexe commercial imposant comme la Place Bonaventure, permettent à la Société de contribuer à la modernisation du Québec.
C’est aussi vers la fin des années 1960 que l’établissement d’un réseau complet de polyvalentes et de cégeps fournit l’occasion à LVLVAI d’entrer dans un nouveau champ d’activité : les contrats de gérance et la coordination de projets. Il s’agit désormais de fixer les programmes fonctionnels et techniques des bâtiments, les exigences minimales, les normes de construction, les prévisions budgétaires correspondantes et la ventilation des coûts et des honoraires, les fondations, la charpente, la mécanique, l’électricité, les communications de même que tous les éléments architecturaux.
Ce contexte explique pourquoi les firmes d’ingénierie québécoises sont devenues les plus fortes au Canada et pourquoi elles ont pu conquérir le marché de l’exportation dans leurs secteurs. Au début des années 1960, la décision du gouvernement Lesage de confier à l’entreprise privée l’ingénierie de son programme de rattrapage d’investissements publics a permis aux firmes québécoises de se développer plus rapidement que les firmes des autres provinces.
Le même phénomène a joué à la fin des années 1960, alors que la manne des travaux tombait sur le Québec et qu’il fallait trouver de nouveaux débouchés. Le marché des projets publics était encore incertain ailleurs au Canada et celui des constructions industrielles et minières commandité par des multinationales n’était accessible qu’aux firmes étrangères. Pour survivre et conserver son expertise et ses équipes, LVLVAI n’a donc pas le choix et doit se lancer à l’assaut des marchés étrangers.
Toutes ces années d’action propulsent la société Lalonde, Valois, Lamarre, Valois et Associés vers ce qui sera, dès le début des années 1970, une véritable explosion du Groupe pour lequel les frontières vont tomber les unes après les autres et les nouveaux défis repousser toujours plus loin les limites des connaissances en ingénierie.
Pour mieux s’adapter aux nouvelles circonstances de son développement et répondre adéquatement à l’importance des contrats qui lui sont confiés, LVLVAI décide de réunir toutes ses sociétés sous une seule entité corporative qui portera le nom de Lavalin Inc. Le holding Lavalin Inc. devient donc propriétaire des filiales du Groupe. La diversification des activités, l’extension du champ des spécialités, l’acquisition de filiales ou la création de nouvelles divisions seront des politiques constantes chez Lavalin.
En 1991, Lavalin a fusionné avec SNC pour former SNC-Lavalin.
Le fonds d'archives de Lalonde & Valois (P912) est conservé au centre BAnQ Vieux-Montréal de Bibliothèque et Archives nationales du Québec. 